# Polietileno

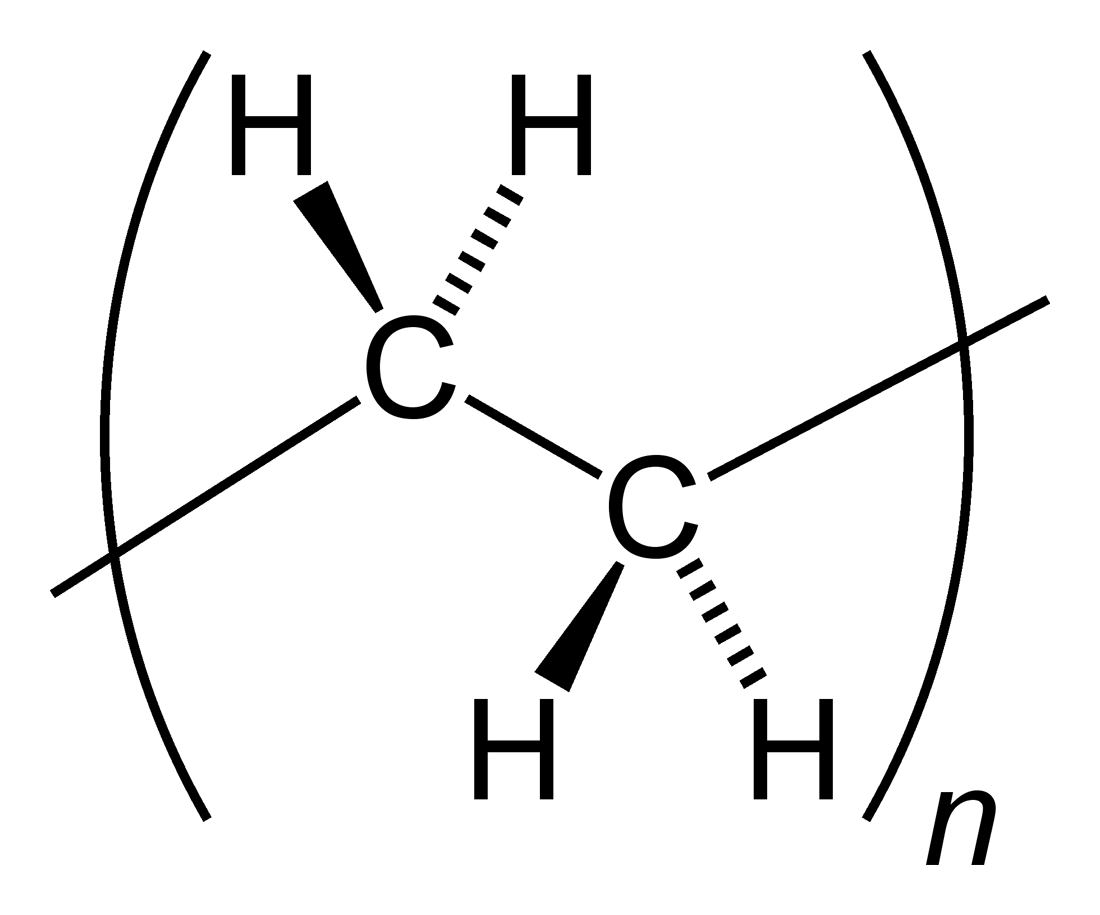
Estructura química del polietileno, a veces representada solo como (CH_{2}-CH_{2})_{n}

El polietileno (PE) es químicamente el polímero más simple. Se representa con su unidad repetitiva (CH2-CH2)n. Es uno de los plásticos más comunes debido a su bajo precio y simplicidad en su fabricación, lo que genera una producción de aproximadamente 80 millones de toneladas anuales en todo el mundo. Es químicamente inerte. Se obtiene de la polimerización del etileno (de fórmula química CH2=CH2 y llamado eteno por la IUPAC), del que deriva su nombre.
Este polímero puede ser producido por diferentes reacciones de polimerización, como por ejemplo: Polimerización por radicales libres, polimerización aniónica, polimerización por coordinación de iones o polimerización catiónica. Cada uno de estos mecanismos de reacción produce un tipo diferente de polietileno.
Es un polímero de cadena lineal no ramificada, aunque las ramificaciones son comunes en los productos comerciales. Las cadenas de polietileno se disponen en regiones amorfas y semicristalinas cuando se encuentra por debajo de la temperatura de transición vítrea, que es su estado habitual en servicio.

## Historia
El polietileno fue sintetizado por primera vez por el químico alemán Hans von Pechmann quien por accidente lo preparó en  1898 mientras calentaba en la estufa diazometano. Cuando sus compañeros Eugen Bamberger y Friedrich Tschimer investigaron la sustancia grasosa y blanca creada, descubrieron largas cadenas compuestas por -CH2- y lo llamaron polimetileno.
El 27 de marzo de 1933, en Inglaterra, fue sintetizado tal como lo conocemos hoy en día, por  Reginald Gibson y Eric Fawcett que trabajaban para los Laboratorios ICI. Lo lograron aplicando una presión de aproximadamente 1400 bar y una temperatura de 170 °C en un autoclave, obteniendo el material de alta viscosidad y color blanquecino que se conoce hoy en día como "polietileno de baja densidad" (PEBD o, en inglés, LDPE).
En 1953, Karl Ziegler y sus colaboradores en el Instituto Max Planck de Investigaciones sobre el carbono, basándose en los trabajos iniciados por el italiano Natta, estudiaron el proceso de polimerización a baja presión. La reacción con un complejo catalítico de alquil aluminio y tetracloruro de titanio daba lugar a la fabricación de un polietileno de mayor densidad y temperatura de fusión, como consecuencia de su mayor regularidad. A este polietileno se le denominó de alta densidad (PEAD o sus siglas en inglés HDPE), haciendo mención a sus propiedades, o de baja presión, debido a su método de obtención. Esto dio origen a los catalizadores Ziegler-Natta, por los cuales Karl Ziegler y Giulio Natta obtuvieron el premio Nobel de química en 1963.
En 1955 se inauguró en Alemania la primera fábrica de este material. Simultáneamente la Phillips Petroleum Co. en Estados Unidos, desarrollaba un proceso industrial de obtención de Polietileno de alta densidad, altamente cristalino utilizando presiones medias, y como catalizador óxido de cromo soportado sobre sílice. La primera planta industrial se montó en Pasadena en 1957.

## Proceso
El polietileno se usa para diferentes tipos de productos finales, para cada uno de ellos se utilizan también diferentes procesos, entre los más comunes se encuentran las siguientes:
- Extrusión: Película, cables, hilos, tuberías.
- Co-Extrusión: Películas y láminas multicapa.
- Moldeo por inyección: Partes en tercera dimensión con formas complicadas.
- Inyección y soplado: Botellas de diferentes tamaños.
- extrusión y soplado: Bolsas o tubos de calibre delgado.
- extrusión y soplado de cuerpos huecos: Botellas de diferentes tamaños.
- Rotomoldeo: Depósitos y formas huecas de grandes dimensiones.

El polietileno tiene un color lechoso translúcido, este color se puede modificar con tres procedimientos comunes:
- Añadir pigmento polvo al PE antes de su procesamiento.
- Colorear todo el PE antes de su procesamiento.
- Usar un concentrado de color (conocido en inglés como masterbatch), el cual representa la forma más económica y fácil de colorear un polímero.

Dependiendo de la función final del producto es necesario añadir ciertos aditivos: antioxidantes, retardantes de llama, antiestáticos, bactericidas, etc.

## Reciclaje
- En países como Alemania y Noruega más del 90 % del tereftalato de polietileno utilizado para bebidas es reciclado con gran éxito.[3]

## Aplicaciones
- Bolsas de todo tipo: supermercados, boutiques, panificación, congelados, industriales, etc.
- Recubrimiento de acequias;
- Envasado automático de alimentos y productos industriales: leche, agua, plásticos, etc.;
- Film transparente (stretch film);
- Base para pañales desechables;
- Bolsas para suero;
- Contenedores herméticos domésticos;
- Tubos y pomos: cosméticos, medicamentos y alimentos;
- Tuberías para riego;

- Envases para: detergentes, lejía, aceites automotor, champú, lácteos;
- Bazar y menaje;
- Cajones para pescados, gaseosas, cervezas;
- Envases para pintura, helados, aceites;
- Tambores;
- Tuberías para gas, telefonía, agua potable, minería, láminas de drenaje y uso sanitario;
- Guías de cadena, piezas mecánicas.
- También se usa para recubrir lagunas, canales, fosas de neutralización, depósitos de agua, recubrimientos interiores de depósitos, plantas de tratamiento de aguas, lagos artificiales, canalones de lámina, etc.;
- Biberones para bebé;
- Juguetes;
- Cubos.

### Aplicaciones modernas

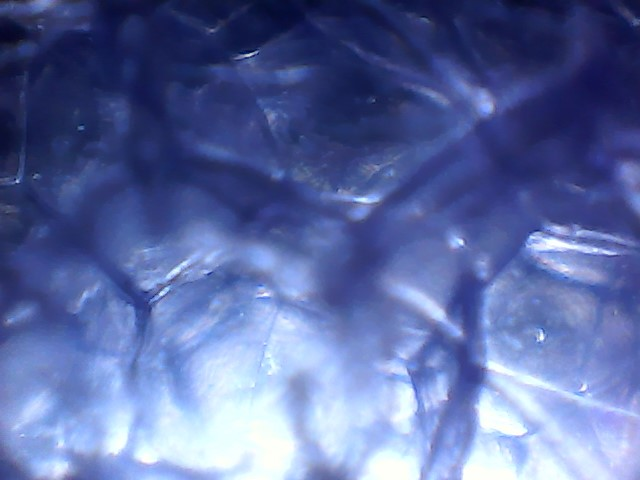

El polietileno puede formar una red tridimensional cuando este es sometido a una reacción covalente de vulcanizado (cross-linking en inglés). El resultado es un polímero con efecto de memoria.
El efecto de memoria en el polietileno y otros polímeros consiste en que el material posee una forma estable o permanente y a cierta temperatura, conocida como temperatura de obturación, ya sea Tg o Tm, o una combinación, se puede obtener una forma temporal que puede ser modificada.
El efecto térmico de memoria en los polímeros es diferente del efecto térmico de memoria en los metales, encontrado en 1951 por Chang y Read, en el cual hay un cambio en la estructura cristalina por medio de un reacomodo martensítico. En los polímeros este efecto se basa en fuerzas entrópicas y puntos de estabilidad física (nudos entre cadenas) o química (vulcanizado).
Otros polímeros que presentan el efecto térmico de memoria son: poli (norborneno), poliuretanos, poliestireno modificado y casi cualquier polímero o copolímero que sea cristalino o amorfo que pueda formar una red tridimensional.
Polímeros con problemas para el efecto térmico de memoria: polipropileno.
El rotomoldeo es un proceso joven que utiliza polvo de polietileno como materia prima. Es colocado en un molde, donde por medio de rotación bi-axial y calentamiento el polietileno se adhiere a la pared para formar una pieza hueca; un ejemplo son los tinacos, o barreños, para agua.
Otras nuevas aplicaciones de PE incluyen el compuesto de harina de madera y PE en porcentajes que van desde 10% hasta el 70% de madera en peso. El resultado es un compuesto estable de mayor densidad que el PE.